# Fraueneishockey-Bundesliga 2004/05
Die Fraueneishockey-Bundesliga-Saison 2004/05 war in Deutschland die 17. Bundesliga-Spielzeit der Frauen. Im Laufe der Spielzeit konnte sich erstmals seit 2000 wieder ein anderes Team als der TV Kornwestheim durchsetzen, so dass am Ende die Bergkamener Bären erstmals den Deutschen Meister-Titel holen konnten.

## Organisation
Die Ligadurchführung erfolgte durch den Deutschen Eishockey-Bund.

## Modus
Die Vorrunde wurde in den Staffeln getrennt in einer Einfachrunde jeder gegen jeden mit Hin- und Rückspiel durchgeführt.
Die Mannschaften auf den Plätzen 1 bis 3 jeder Staffel ziehen in die Zwischenrunde ein. Die vier Erstplatzierten ermitteln in zwei Halbfinalspielen (1. gegen 4., 2. gegen 3.) die Finalgegner. Die Mannschaften auf den Plätzen 5 und 6 spielen um den DEB-Pokal der Frauen 2005.

## Teilnehmer
| Gruppe Nord                 | Gruppe Süd              |
| --------------------------- | ----------------------- |
| EC Bergkamener Bären        | SC Riessersee           |
| Grefrather EC Lady Panthers | ESC Planegg/Würmtal     |
| OSC Berlin-Schöneberg Deers | TV Kornwestheim Kodiaks |
| WSV Braunlage Eishexen      | Kurpfalz Ladies         |
| Hamburger SV                | DEC Tigers Königsbrunn  |
| Mannheimer ERC Wild Cats    | ECDC Memmingen          |
| GSC Moers                   | ERC Sonthofen           |

## Vorrunde
Vorrunde Nord: 14. September 2004 bis 21. Dezember 2004

Vorrunde Süd: 28. September 2004 bis 28. Dezember 2004
| Gruppe Nord |                |        |       |        |          |        |        |
| Platz       | Name           | Spiele | Siege | Unent. | Niederl. | Tore   | Punkte |
| 1.          | OSC Berlin     | 12     | 11    | 0      | 1        | 106:20 | 22:2   |
| 2.          | EC Bergkamen   | 12     | 9     | 1      | 2        | 63:19  | 19:5   |
| 3.          | WSV Braunlage  | 12     | 6     | 2      | 4        | 57:44  | 14:10  |
| 4.          | Grefrather EC  | 12     | 5     | 1      | 6        | 35:25  | 11:13  |
| 5.          | Hamburger SV   | 12     | 3     | 4      | 5        | 31:46  | 10:14  |
| 6.          | Mannheimer ERC | 12     | 4     | 0      | 8        | 27:62  | 8:16   |
| 7.          | GSC Moers      | 12     | 0     | 0      | 12       | 12:115 | 0:24   |

| Gruppe Süd |                          |        |       |        |          |        |        |
| Platz      | Name                     | Spiele | Siege | Unent. | Niederl. | Tore   | Punkte |
| 1.         | TV Kornwestheim          | 12     | 9     | 2      | 1        | 95:23  | 20:4   |
| 2.         | SC Riessersee            | 12     | 9     | 2      | 1        | 90:30  | 20:4   |
| 3.         | ECDC Memmingen           | 12     | 7     | 0      | 5        | 76:25  | 14:10  |
| 4.         | ESC Planegg              | 12     | 6     | 2      | 4        | 73:32  | 14:10  |
| 5.         | ERC Sonthofen 1999       | 12     | 5     | 1      | 6        | 47:57  | 11:13  |
| 6.         | DEC Tigers Königsbrunn   | 12     | 2     | 1      | 9        | 25:81  | 5:19   |
| 7.         | Kurpfalz Ladies Mannheim | 12     | 0     | 0      | 12       | 19:177 | 0:24   |

## Zwischenrunde
| Platz | Team            | Spiele | Siege | Unent. | Niederl. | Tore  | Punkte |
| ----- | --------------- | ------ | ----- | ------ | -------- | ----- | ------ |
| 1.    | TV Kornwestheim | 10     | 7     | 3      | 0        | 40:16 | 17:3   |
| 2.    | OSC Berlin      | 10     | 7     | 0      | 3        | 52:29 | 14:6   |
| 3.    | EC Bergkamen    | 10     | 6     | 1      | 3        | 42:23 | 13:7   |
| 4.    | SC Riessersee   | 10     | 4     | 1      | 5        | 33:30 | 9:11   |
| 5.    | ECDC Memmingen  | 10     | 2     | 0      | 8        | 21:50 | 4:16   |
| 6.    | WSV Braunlage   | 10     | 1     | 1      | 8        | 19:59 | 3:17   |

## Halbfinale
| 19. März 2005 14:30 Uhr | TV Kornwestheim S. Fellner (13:47) K. Fischer (21:10) C. Spuhler (58:30) | 3:1 (1:1, 1:0, 1:0) Spielbericht | SC Riessersee W. Schmidt (11:36) | Eissporthalle, Kornwestheim Zuschauer: nicht bekannt |

| 19. März 2005 17:30 Uhr | OSC Berlin A. Scheytt (34:10) | 1:2 n. V. (0:0, 1:1, 0:0, 0:1) Spielbericht | EC Bergkamen J. Wierscher (35:34) S. Weyand (62:27, OT) | Eissporthalle, Kornwestheim Zuschauer: nicht bekannt |

## Spiel um Platz 3
| 20. März 2005 12:00 Uhr | OSC Berlin | 6:5 (4:1, 1:3, 1:1) Spielbericht | SC Riessersee | Eissporthalle, Kornwestheim Zuschauer: nicht bekannt |

## Finale
| 20. März 2005 15:00 Uhr | TV Kornwestheim M. Valenti (31:13) | 1:2 n. V. (0:0, 1:1, 0:0, 0:1) Spielbericht | EC Bergkamen J. Wierscher (31:22) S. Weyand (62:30, OT) | Eissporthalle, Kornwestheim Zuschauer: 220 |

## Kader des Deutschen Meisters
| Deutscher Meister EC Bergkamen | Torhüter: Julia Eweleit, Selina Frey Verteidiger: Doreen Hanck, Lisa-Marie Kuchnia, Mona Pötzsch, Britta Schwethelm, Claudia Spier, Anja Strohmenger, Claudia Weltermann, Sarah Weyand Angreifer: Nina Gall, Nicolle Hertrich, Jana Kuß, Andrea Lanzl, Carolin Sauer Traudel Maluga, Inka Schlueter, Nicole Schmitten, Chantal Schneidereit, Laila Stolte, Julia Wierscher Trainer: Robert Bruns |